# Kepler-1606 b
Kepler-1606 b — экзопланета около звезды Kepler 1606, жёлтого карлика на расстоянии 880 пк от нас.
Ледяной гигант диаметром примерно 18,5 % диаметра Юпитера. Экзопланета обращается в зоне Златовласки звезды, была обнаружена в 2016 году орбитальным телескопом Кеплер методом транзита.